# Лупчина
Лупчина (рум. Lupcina) — село у повіті Сучава в Румунії. Входить до складу комуни Улма.
Село розташоване на відстані 385 км на північ від Бухареста, 79 км на захід від Сучави.

## Населення
За даними перепису населення 2002 року у селі проживали 712 осіб.
Національний склад населення села:
| Національність | Кількість осіб | Відсоток |
| -------------- | -------------- | -------- |
| українці       | 581            | 81,6%    |
| румуни         | 131            | 18,4%    |

Рідною мовою назвали:
| Мова       | Кількість осіб | Відсоток |
| ---------- | -------------- | -------- |
| українська | 585            | 82,2%    |
| румунська  | 127            | 17,8%    |